# Oanh cổ xanh

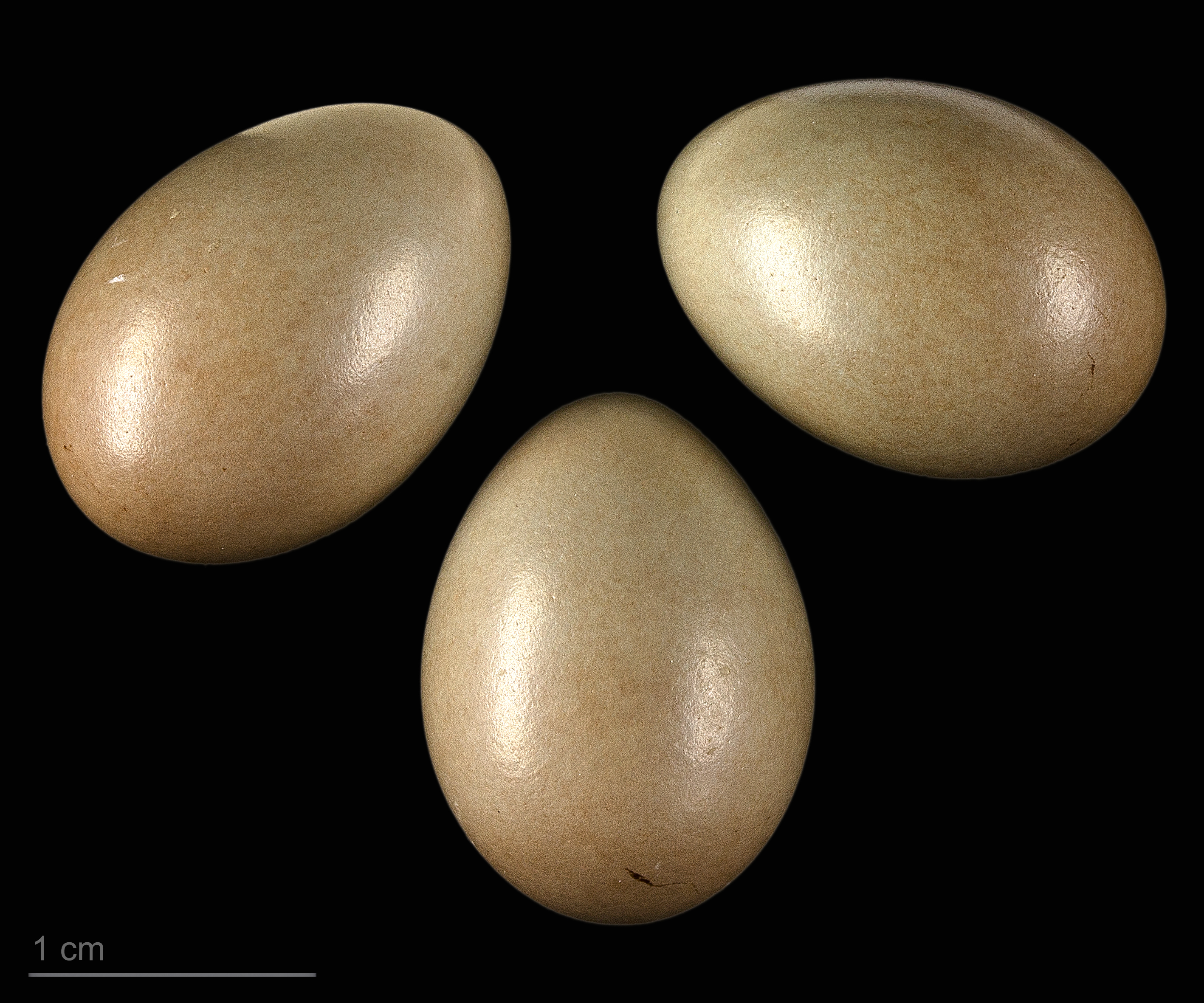
Luscinia svecica namnetum

Luscinia svecica là một loài chim trong họ Muscicapidae.

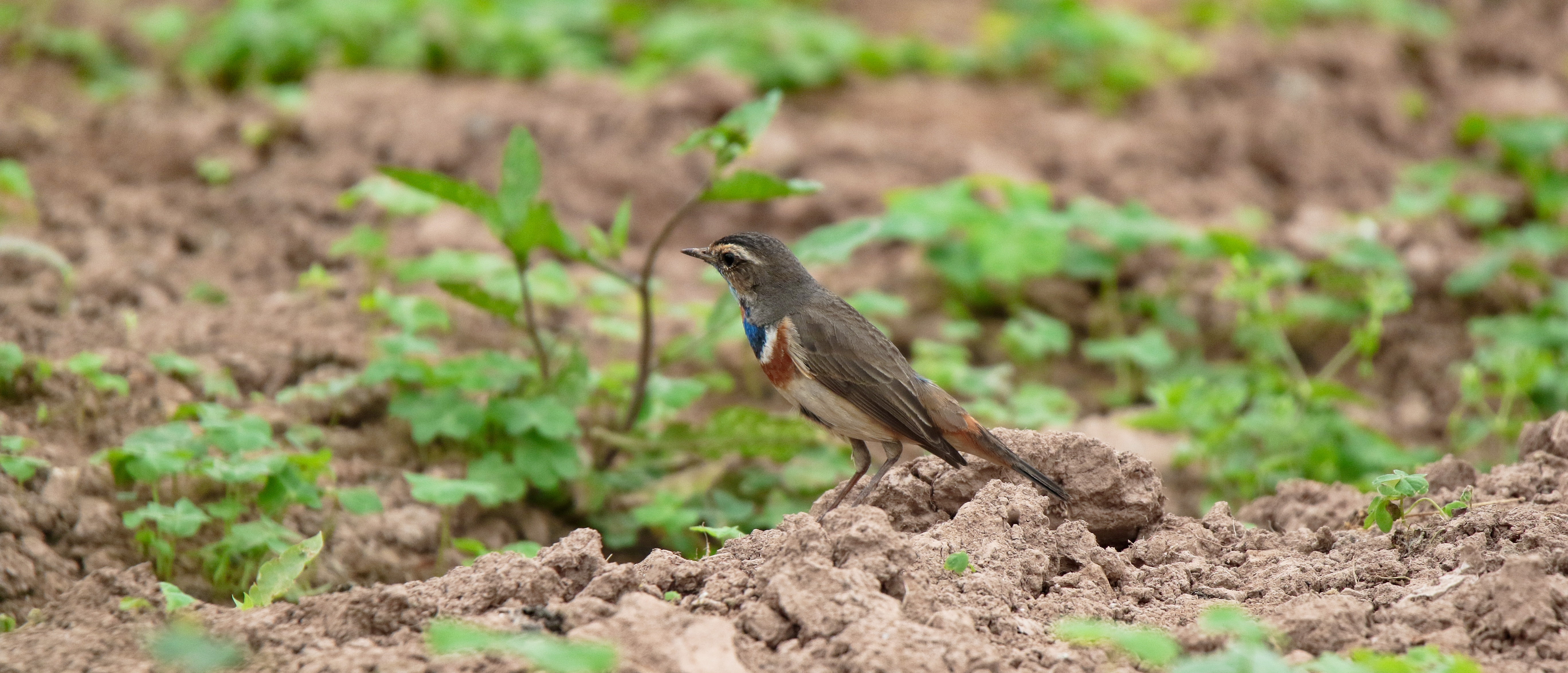
Oanh cổ xanh

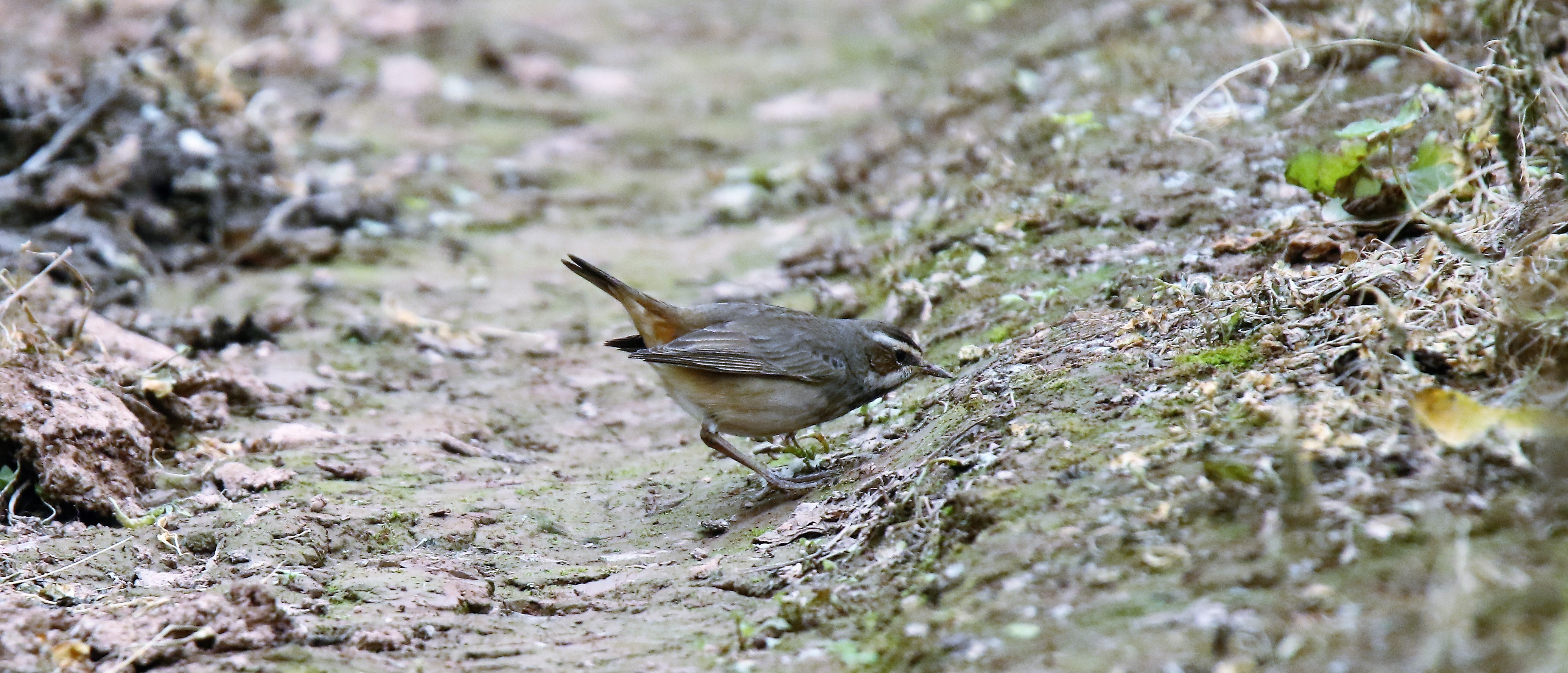
Oanh cổ xanh (chim mái)